# 和平号空间站对接舱
和平号空间站对接舱（简称：对接舱），GRAU代号316GK，是和平号空间站的第6个模块。1995年11月12日搭乘亞特蘭提斯號太空梭发射升空，1995年11月15日与和平号空间站的晶体号实验舱对接。对接舱的设计目的是为太空梭与和平号对接时提供更大的空间，防止太空梭与和平号的太阳能电池板发生碰撞。这个问题在STS-71任务中的解决办法是将晶体号实验舱转移到空间站的其他位置。对接舱附加在晶体号的对接口上，使太空梭－和平号计划后续的对接任务不再需要移动晶体号的位置。

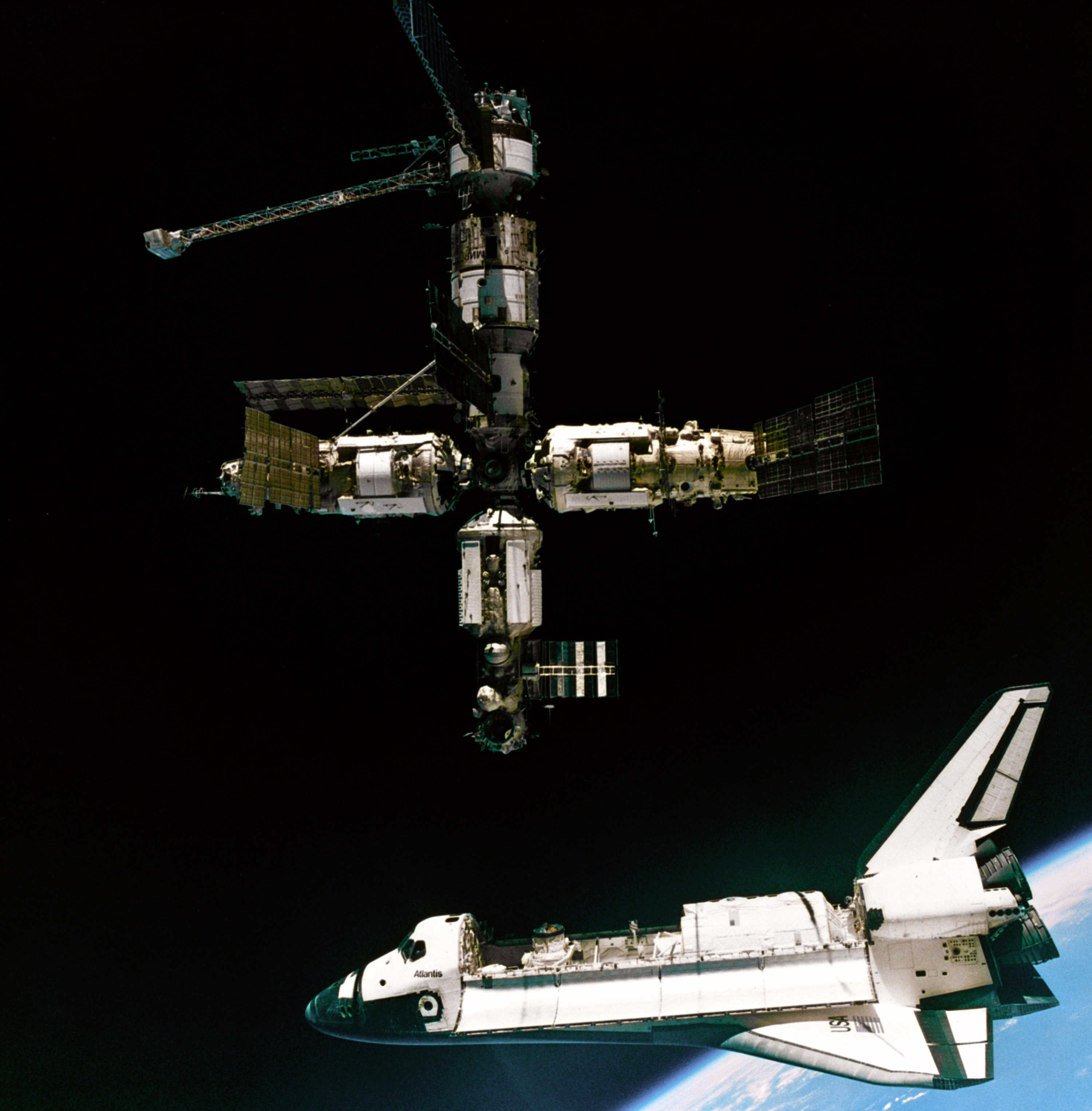
在STS-71任务中，亞特蘭提斯號太空梭与和平号空间站的晶体号实验舱对接。在没有安装对接舱时，晶体号必须移动到-X位置。

安装上对接舱后的对接示意图。